# 3 000 mètres féminin aux championnats du monde d'athlétisme 1987
Navigation
Helsinki 1983 Tokyo 1991
L'épreuve du 3 000 mètres féminin des championnats du monde d'athlétisme 1987 s'est déroulée les 29 août et 1er septembre 1987 dans le Stade olympique de Rome, en Italie. Elle est remportée par la Soviétique Tatyana Samolenko.

## Résultats

### Finale
| Rang               | Athlète                   | Nationalité          | Temps          |
| ------------------ | ------------------------- | -------------------- | -------------- |
| Médaille d'or      | Tatyana Samolenko         | Union soviétique     | 8 min 38 s 73  |
| Médaille d'argent  | Maricica Puică            | Roumanie             | 8 min 39 s 45  |
| Médaille de bronze | Ulrike Bruns              | Allemagne de l'Est   | 8 min 40 s 30  |
| 4                  | Cornelia Bürki            | Suisse               | 8 min 40 s 31  |
| 5                  | Yelena Romanova           | Union soviétique     | 8 min 41 s 33  |
| 6                  | Elly van Hulst            | Pays-Bas             | 8 min 42 s 56  |
| 7                  | Yvonne Murray             | Royaume-Uni          | 8 min 43 s 94  |
| 8                  | Wendy Sly                 | Royaume-Uni          | 8 min 45 s 85  |
| 9                  | Lynn Williams             | Canada               | 8 min 49 s 91  |
| 10                 | Mary Knisely              | États-Unis           | 8 min 50 s 99  |
| 11                 | Vera Michallek            | Allemagne de l'Ouest | 8 min 55 s 16  |
| 12                 | Christine Tranter-Benning | Royaume-Uni          | 8 min 57. s 92 |
| 13                 | Debbie Scott-Bowker       | Canada               | 8 min 58 s 63  |
| 14                 | Marie-Pierre Duros        | France               | 9 min 14 s 61  |
| —                  | Olga Bondarenko           | Union soviétique     | DNS            |

## Légende
Records et Performances
- AR : Record continental (area record)
- CR : Record des championnats (championship record)
- MR : Record du meeting (meet record)
- NR : Record national (national record)
- OR : Record olympique (olympic record)
- PR : Record paralympique (paralympic record)
- PB : Record personnel (personal best)
- SB : Meilleure performance personnelle de la saison (season's best)
- WL : Meilleure performance mondiale de l'année (world leader)
- WJR : Record du monde junior (world junior record)
- WR : Record du monde (world record)

Circonstances et Conditions
- DNF : N'a pas terminé (did not finish)
- DNS : N'a pas pris le départ (did not start)
- DQ : Disqualification (disqualification)
- NM : Aucun essai valable enregistré (No Mark)
- Q : Qualifié « directement » au prochain tour (ou à la prochaine compétition), lors d'une compétition majeure, grâce au classement ou à la réalisation des minima (automatic qualifier)
- q : Qualifié au prochain tour (ou à la prochaine compétition), lors d'une compétition majeure, grâce au repêchage ou à la réalisation de l'une des meilleures performances parmi celles des « non qualifiés directement » (grâce au meilleur temps ou à la meilleure distance par exemple) (secondary qualifier)